# La Chaux-des-Breuleux
La Chaux-des-Breuleux es una comuna suiza del cantón del Jura, localizada en el distrito de Franches-Montagnes. Limita al norte con la comuna de Saignelégier, al este con Tramelan (BE), Mont Tramelan (BE) y Courtelary (BE), al sur con Les Breuleux, y al oeste con Muriaux.